# Daniel Mytens l'Ancien
Daniel Mytens (Delft, c. 1590 – La Haye, 1647/48), connu comme Daniel Mytens l'Ancien, est un peintre hollandais portraitiste, qui exerça son activité principalement en Angleterre.

## Biographie
Daniel Mytens est né à Delft, aux Pays-Bas. Il est issu d'une famille d'artistes. Il étudie la peinture à La Haye, probablement dans l'étude de Van Mierevelt. À ce jour, il ne nous est connu aucun tableau de cette première période de l'artiste.
En 1618, il s'installe à Londres, au Royaume-Uni, où son premier mécène est le grand collectionneur d'art Thomas Howard d'Arundel. Mytens peint le Comte d'Arundel et son épouse la Comtesse. Il est très rapidement commandité pour peindre le portrait du roi d'Angleterre Jacques Ier et son fils  Charles, Prince de Galles. En 1625, il devient peintre du roi Charles Ier.
Après l'accession du prince Charles au trône en 1625, Mytens produit une grande quantité d'œuvres, principalement des portraits de Charles Ier d'Angleterre et de ses courtisans, dont certaines sont dupliquées et probablement exécutées avec l'aide de son atelier.  Deux de ses portraits les plus connus sont de la même personne, James Hamilton qui deviendra plus tard le 1er Duc d'Hamilton, dont l'un a été effectué en 1623, lorsque James Hamilton est âgé de 17 ans, et l'autre est exécuté en 1629. Mytens fait plusieurs visites aux Pays-Bas entre 1626 et 1630, vraisemblablement pour étudier les plus récents développements dans le domaine de la peinture, avec une attention particulière portée à l'égard des œuvres de Rubens and Van Dyck.
Mytens introduit de façon très nouvelle un certain naturalisme dans les portraits de la cour d'Angleterre, mais après l'arrivée en Angleterre de Antoine van Dyck de plus grande réputation en 1632, Mytens est dépassé par ce dernier en tant que premier portraitiste de la cour. C'est ce qui le pousse à regagner les Pays-Bas et à s'y installer de façon permanente vers 1634. Il travaille à la Haye comme galeriste d'art, et fait l'acquisition de plusieurs de ses œuvres, parmi lesquelles celles commanditées par le Comte d'Arundel. Seules quatre de ses œuvres ont survécu de cette période finale.
Certaines des œuvres de Mytens sont encore à ce jour la propriété de la famille royale d'Angleterre.

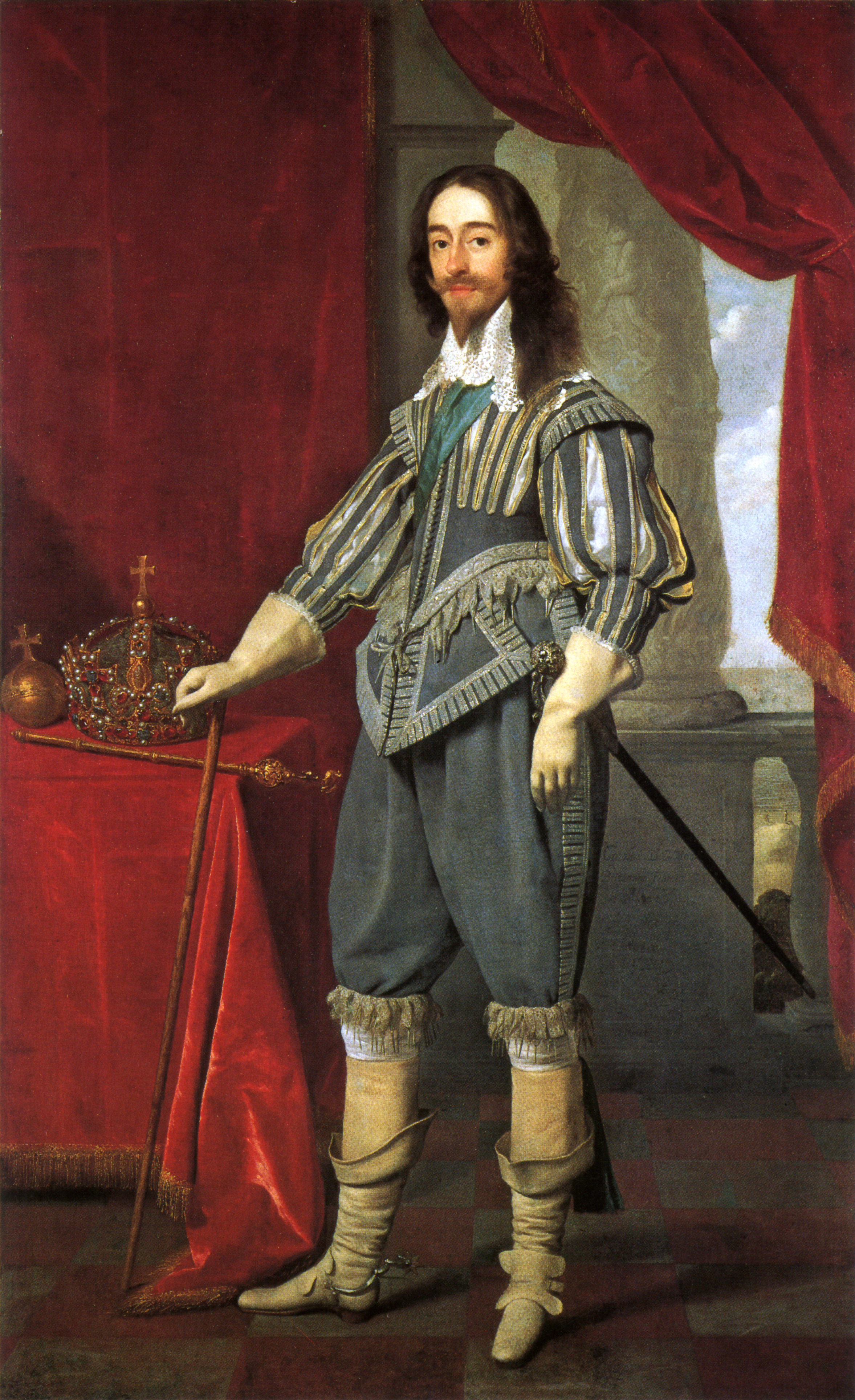
Charles Ier d'Angleterre, portrait de Daniel Mytens
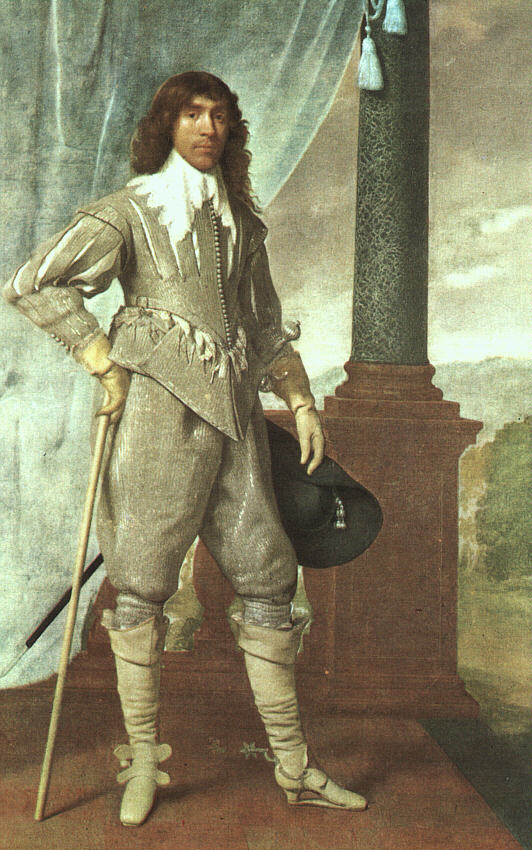
James Hamilton en 1629, portrait de Daniel Mytens